# Большой ансамбль (фильм)
«Большой ансамбль» (англ. The Big Combo) — американский фильм в жанре нуар, снятый в 1955 году режиссёром Джозефом Х. Льюисом.

## Описание
Главный герой — лейтенант полиции Леонард Даймонд — личный враг жестокого гангстера мистера Брауна, которого он пытается низвергнуть. Он также одержим подругой Брауна — Сьюзан Лоуэлл, которая склонна к суициду. Его главная цель как детектива — узнать, что же произошло с женщиной из криминального прошлого босса по имени Алисия.
Мистер Браун, его правая рука Макклур и головорезы Фанте и Минго похищают и пытают лейтенанта, затем вливают ему в горло алкоголь и отпускают. Даймонд узнаёт через бывшего сообщника Брауна, что Алисия была женой последнего. Сообщник подозревает, что Алисию отправили на Сицилию с бывшим боссом-мафиози Грацци, где потом убили, привязав к якорю лодки и опустив в воду.
Даймонд расспрашивает шведа по имени Дрэйер, который был шкипером на той самой лодке, которая теперь используется под антикварный магазин, финансируемый Брауном. Дрэйер отрицает свою причастность, но это не спасает его: Макклур убивает его через несколько секунд после выхода из магазина.
Даймонд пытается уговорить Сьюзан бросить Брауна, хотя он признаёт, что тот может быть влюблён в неё. Он показывает ей фото Брауна, Алисии и Грацци, где они все вместе на лодке. Сьюзан окончательно отвернулась от Брауна из-за его жены, которая, выясняется, ещё и жива и находится на Сицилии вместе с Грацци.
Браун отдаёт распоряжение убить Даймонда. Однако, когда его головорезы Фанте и Минго пришли на квартиру Даймонда, то они по ошибке застрелили его подружку — эстрадную танцовщицу Риту. Даймонд рассматривает последнюю свежую фотографию Алисии и понимает, что она была сделана не на Сицилии, так как на ней был изображён снег. Это приводит к тому, что Даймонд стал подозревать, что Браун убил не Алисию, а Грацци. Даймонд выясняет, что Алисия жива и прослеживает за ней до санатория, где она остановилась под чужим именем. Он просит её о помощи.
Правая рука Брауна — Макклур — хочет завладеть местом босса, для чего попытался подговорить Фанте и Минго устроить засаду Брауну, но в итоге погибает, потому что эти головорезы верны своему боссу.
В главном офисе полиции Браун появляется с предписанием хабеас корпуса, чтобы таким образом предотвратить дачу показаний Алисии против него. Браун также приносит большой тайник, якобы с деньгами, Фанте и Минго, которые прячутся от полиции. Но впоследствии выясняется, что в этом тайнике была заложена бомба, от которой в итоге погибают оба головореза Брауна.
Браун застрелил партнёра Даймонда — капитана полиции Сэма и похитил Сьюзан, планируя также улететь, чтобы спастись. Даймонд находит свидетеля, который помог бы засадить неуловимого гангстера. Этим свидетелем стал Минго, который выжил после взрыва и утверждает, что за этим стоит Браун. Алисия помогает Даймонду выяснить, где находится Браун: в частном аэропорту, откуда он намеревается улететь за границу.
Кульминация фильма разворачивается с перестрелкой в ангаре аэропорта при полном тумане. Сьюзан светит ярким светом в глаза Брауна, и лейтенант Даймонд арестовывает его. В заключительной сцене вырисовываются силуэты Даймонда и Сьюзан, окутанные туманом. Эта сцена считается одной из культовых в жанре нуар.

## Роли
- Корнел Уайлд — лейтенант полиции Леонард Даймонд
- Ричард Конте — мистер Браун
- Брайан Донлеви — Джо Макклур
- Джин Уоллес — Сьюзан Лоуэлл
- Роберт Миддлтон — капитан полиции Петерсон
- Ли Ван Клиф — Фанте
- Эрл Холлиман — Минго
- Хелен Уокер — Алисия Браун
- Джей Адлер — Сэм Хилл
- Джон Хойт — Нильс Дрэйер
- Тед де Корсия — Беттини
- Хелен Стэнтон — Рита

## Критика

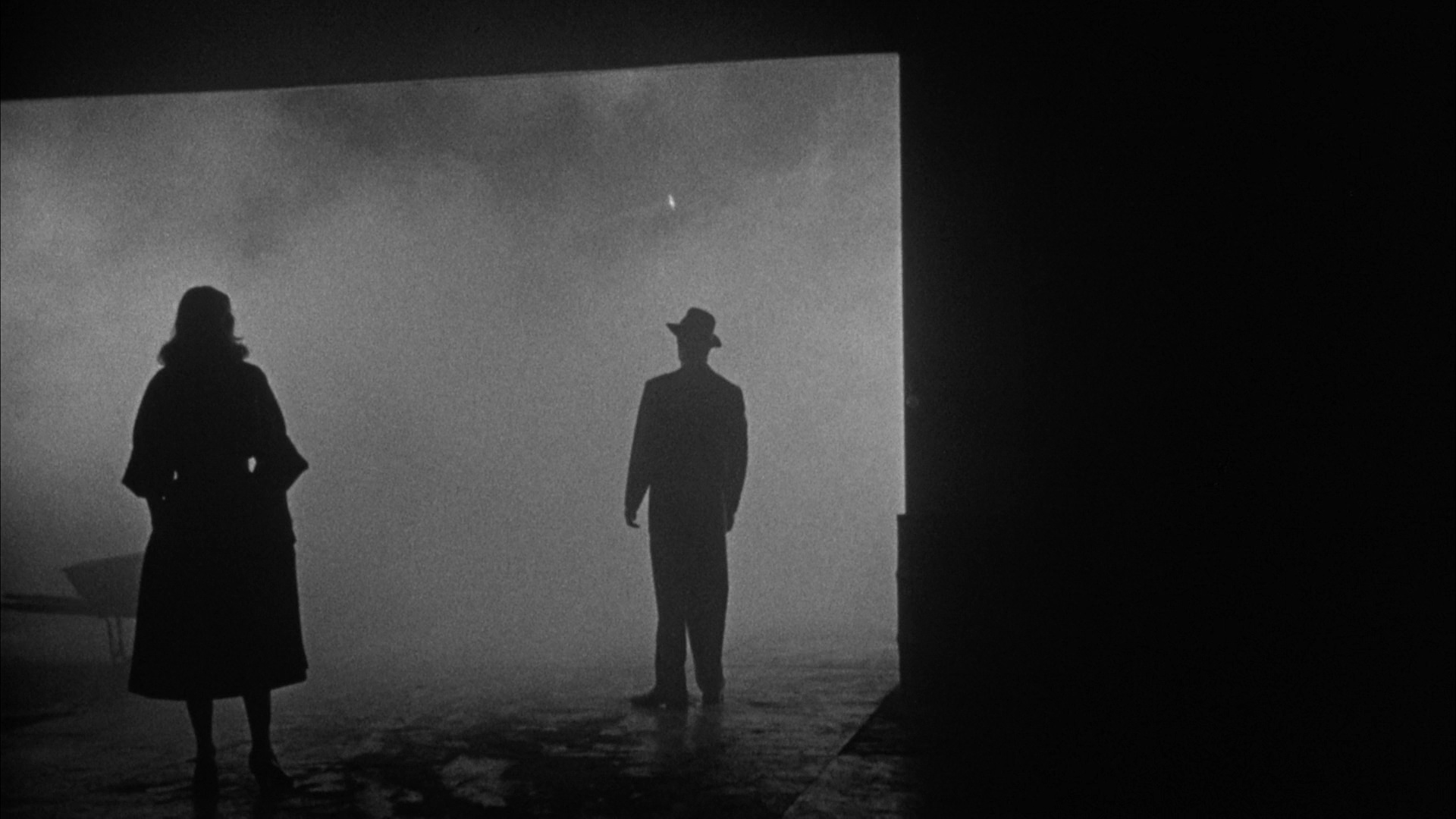
Заключительная сцена в аэропорте, демонстрирующая кинематографический стиль Джона Олтона, которая впоследствии стала культовой для всех нуаровских фильмов.

В наше время рецензии фильма в основном положительные. Крис Дашиэл на сайте CineScene находит диалог «бег дробилки», но хвалит режиссёра фильма, написав, что «Льюис имел замечательную возможность вселять поэзию в самые банальные материалы, „Большой ансамбль“ — один из его лучших попыток, — это не так поразительно, как лучший фильм Льюиса „Без ума от оружия“ (1949), а по качеству — фильм категории B: удовлетворение и темнота».
Сотрудникам Variety понравились режиссура, музыка и съёмка фильма, несмотря на «запутанный и не слишком выдающийся сюжет». Они написали: «Игра поддерживает жёсткий сюжет Джозефа Льюиса, за что получает хорошую оценку. Тёмная съёмка Джона Олтона и шумный джаз Дэвида Рэскина (вместе с соло-пианистом Джейкобом Гимпелом) придают фильму тяжёлый настрой».
Кинокритик Эд Гонсалез хвалит фильм в своей рецензии: «Тени и ложь — звёзды „Большого ансамбля“, очаровывая чёрно-белой светотенью с сегментированными текстурами паутины паука. Хорошая операторская работа Джона Олтона настолько доминирует здесь, что вы бы не знали Джозефа Х. Льюиса, если он также был бы за камерой. Эта история не имеет какого-либо психосексуального политиканства „он-она“, который политически влияет на режиссёра „Без ума от оружия“, но это не потеря. Детали фильма — жестоки, как в последних съёмках „Касабланки“, и исполнение Уолесс — печальное зрелище травмированного существа, попавшего между светом и тьмой, добром и злом — один из нуаровских неожиданных триумфов».
Критики сравнивают качество «Большого ансамбля» с «Сильной жарой» Фрица Ланга — один из величайших нуаровских фильмов и детективной классики в пределах этого стиля. «Большой ансамбль» также считается как один самых лучших работ легенды кинематографа Джона Олтона.
На сайте Rotten Tomatoes фильм получил 91 % положительных отзывов, основанных на 11 рецензиях.

## Музыка
Большинство нуаровских фильмов содержат музыкальные композиции, исполненные преимущественно струнными инструментами (оркестр), но фильм «Большой ансамбль» — один из немногих, где используются духовые: трубы и саксофон.